# Najaarsboomspanner
De najaarsboomspanner (Alsophila aceraria) is een nachtvlinder uit de familie van de spanners (Geometridae). De wetenschappelijke naam is gepubliceerd in 1775 door Denis en Schiffermüller als Geometra aceraria.

## Kenmerken
Bij de imago is sprake van een opvallende vorm van seksuele dimorfie dat wel bij meer spanners voorkomt: de vrouwtjes zijn vleugelloos. De voorvleugellengte van het mannetje bedraagt tussen de 16 en 19 millimeter. Opvallend is dat hij de vleugels in rust gedeeltelijk over elkaar heen vouwt, evenals de voorjaarsboomspanner, waarop de soort veel lijkt. De vleugels hebben een gelige grondkleur met weinig tekening. 

## Levenscyclus
De najaarsboomspanner gebruikt loofbomen als waardplanten, met name eiken en esdoornsoorten als de Spaanse aak. De rups is te vinden van april tot juni. De soort overwintert als ei, een enkele keer als pop. Er is jaarlijks een generatie die vliegt van halverwege oktober tot ver in december - er zijn ook waarnemingen in februari en maart.

## Voorkomen
De soort komt verspreid over een groot deel van Europa voor. De najaarsboomspanner is in Nederland een zeldzame soort uit het oosten, in België een zeer zeldzame soort uit het zuidoosten. 